# Cavia intermedia
Cavia intermedia es la más rara de las especies del género Cavia, de la familia Caviidae. Este roedor endémico del sur del Brasil se encuentra en peligro crítico de extinción.

## Distribución geográfica
Se distribuye solo en la mayor de las 3 islas del archipiélago conocido como islas Moleques del Sur (en las coordenadas27°51′00″S 48°26′00″O / -27.85000, -48.43333), territorio insular brasileño en el océano Atlántico situado a 8,5 km de la punta sur de la isla Santa Catarina y a 14 km de las costas del estado de Santa Catarina, al cual las 3 islas pertenecen. La isla en la que vive posee una altitud máxima de 100 m s. n. m., y una vegetación compuesta por hierbas y arbustos, estando buena parte de la superficie cubierta por rocas. Del total de la superficie de la isla (10,5 ha) solo habita sobre una superficie de unos 40 000 m², lo que lo torna en un endemismo extremo, uno de los más localizados entre los mamíferos.

## Descripción y costumbres
Los ejemplares adultos pesan alrededor de 600 gramos y miden unos 25 cm de largo. Se diferencia de las otras especies del género en razón de sus características genéticas y morfológicas, incluyendo su número cariotípico 2n = 62, el cual es diferente a las especies continentales del género citogenéticamente estudiadas, las que poseen 2n = 64.
Esta especie posee un órgano genital femenino externo similar en tamaño y apariencia al pene del macho. Esta masculinización de los genitales femeninos se ha observado en Cavia magna (la especie filogenéticamente más cercana) pero no se produce en Cavia aperea. Sobre la base de evidencias morfológicas, se definió que su probable origen es un ancestro compartido con Cavia magna, el cual quedó aislado del continente hace 8000 años.
Se alimentan solo de vegetales. Se reproducen durante todo el año, en especial durante el verano austral. Luego de una gestación de unos 60 días la hembra pare entre 1 y 2 crías.

## Taxonomía
Esta especie fue descrita originalmente en el año 1999 por los científicos Jorge José Cherem, José Olimpio y Alfredo Ximenez.
Ejemplares tipo
La descripción fue hecha sobre la base de 20 cráneos y 9 pieles. El holotipo es un macho adulto, catalogado como UFSC 585, el que fue capturado el 11 de mayo de 1991 por José Olimpio.
Etimología
Etimológicamente el término específico intermedia se relaciona a que esta especie presenta, tanto en tamaño como en coloración, características intermedias entre Cavia magna y Cavia aperea.
Historia
En el año 1989, L. A. R. Bege y B. T. Pauli dieron a conocer la existencia en la isla de ejemplares de  Cavia, atribuyendo los mismos a Cavia aperea.
En el año 1991 José Olimpio estudió profundamente a este taxón isleño, llegando a la conclusión que se trataba de una especie nueva, pero no la describió en dicha publicación.

## Conservación
Salvador y Fernández estudiaron su dinámica poblacional en marzo de 2004 y en junio de 2005. La población es numéricamente estable con alta densidad y elevadas tasas de supervivencia. La población mínima estimada fue de 24 adultos, la máxima fue de 60, y la media 42 ejemplares maduros, lo que lo torna en una de las poblaciones más bajas entre todos los roedores. Prácticamente no posee variación genética intraespecífica.
Si bien técnicamente está protegida al haberse legislado que toda entrada de personas al archipiélago donde habita está legalmente prohibida al haber sido el mismo designado como zona de preservación dentro del parque estadual Serra do Tabuleiro (donde está insertado), su aplicación no se hace cumplir y las personas tienen fácil acceso a la isla. Se presume como las mayores amenazas su caza directa, y especialmente la introducción de predadores (ratas, gatos, perros, etc.).
Todo ello ha llevado a considerar el estado de conservación de Cavia intermedia como en peligro crítico en la Lista Roja elaborada por la Unión Internacional para la Conservación de la Naturaleza (UICN) dado su elevado riesgo de extinción.